# 다카하시 나오키 (2000년)
다카하시 나오키(일본어: 高橋 尚紀, 2000년 6월 11일~)는 일본의 축구 선수이다.

## 구단 경력
그는 2023년 J3리그의 가마타마레 사누키에 입단했다.